# Rio Aluniș (Călata)
O Rio Aluniş (Călata) é um rio da Romênia afluente do rio Călata, localizado no distrito de Cluj.